# 時空戦士スピルバン
『時空戦士スピルバン』（じくうせんしスピルバン）は、1986年4月7日から1987年3月9日までテレビ朝日系列で、毎週月曜19時 - 19時30分（JST）に全44話が放送された、東映制作の特撮テレビドラマ、および作中で主人公が変身するヒーローの名称。

## 概要
メタルヒーローシリーズの第5作品目。「スピルバン（SPIELBAN）」の名の由来は映画監督スティーヴン・スピルバーグからだと言われている。また、初期案での番組タイトルには『メタルマン』、『大時空戦士スターロン』が挙げられていた。前作までと同様、鍍金質のスーツや主人公側のメカニック、それに主人公変身時の解説ナレーションなど、基本的なフォーマットは「宇宙刑事シリーズ」のそれを踏襲しており、シリーズの集大成が目指された。
本作品の企画書では、科学考証を強調することをコンセプトに掲げており、作中でも科学技術についての解説が挿入されるなど、視聴者に科学への興味を持たせる試みがなされた。また、「戦闘機械人」という「メタルヒーローシリーズ」開始以降の作品では初の試みであるロボット怪人が登場しており、機械的なディテール表現にも力が入れられている。
ストーリー面では、『宇宙刑事シャリバン』の「奇星伝」と銘打たれた中盤以降の設定を下敷きにして、主人公側の悲劇性を強調した人間ドラマをより複雑にしたストーリーが展開されている。また、同作品では番組終盤で描かれた敵組織内部の確執のドラマも、本作品では初期から展開されている。一方で初回を始めとしたサブタイトルや、ダイアナがヒッププレスを得意とするなどといった描写に象徴されるように、『秘密戦隊ゴレンジャー』的なコミカルな要素も作中の随所に見られる。後半ではコミカルながらも風刺性の強いエピソードも多くなった。
その他に特筆すべき点として、本作品ではメタルヒーローシリーズとして初めての変身ヒロインが登場し、高い人気を得た。ダイアナ役の澄川真琴も渡ら同様にJAC所属で、変身前のアクションも多く描かれている。
それまでのシリーズ作品は3月開始であったが、本作品は4月開始となった。これに伴い、1ヶ月先行して開始していたスーパー戦隊シリーズも、前年度の『電撃戦隊チェンジマン』を1ヶ月延長し、同年度の『超新星フラッシュマン』が3月開始となった。
第2話の海のシーンでは、1月の撮影のため暖かい海外やメインライターである上原正三の故郷沖縄での撮影が予定されていたが、スケジュールの都合から本土での撮影となった。

## あらすじ
地球の真水を奪うべく、ワーラー帝国が侵略を開始した。その野望を阻止するため、スピルバンとダイアナはたった2人で立ち向かう。
2人の故郷であるクリン星は14年前、ワーラー帝国の急襲により滅ぼされてしまった。生き残りの避難民たちは大型宇宙船で2年間宇宙をさまよったのち、食料と水が尽きてしまい、リーダーは幼いスピルバンとダイアナに希望を込め、グランナスカでクリン星と環境のよく似た地球へと送り出し、残った人々は自爆した。到着までの12年間、生命維持装置の中で眠ることとなった2人は、地球の歴史や文化などの予備知識を与えられ、戦士へと成長していった。
2人に与えられた使命は、地球を第二のクリン星にしないことと、ワーラー帝国に捕らわれたスピルバンの父・ベンと姉・ヘレンを救出すること。しかし、スピルバンの目の前には父と姉が敵として現れるという、非情な現実が襲いかかる。肉親の絆を断ち切るワーラー帝国の卑劣な作戦に、故郷と仲間を失ったスピルバンとダイアナは翻弄される。
それでも2人は共に励まし、支え合いながら、与えられた使命を果たすために戦っていく。

## 登場人物

### クリン星の人々
スピルバン、ダイアナ、ヘレン以外のクリン星の人々は、作中では主に回想シーンの中で登場し、同時にさまざまな人種が共存しているということ、そして高度な文明を築いていたということが回想シーンの端々に示されている。スピルバンたちがまだ幼いころに、ワーラーの侵攻によってクリン星は滅ぼされてしまうが、彼らの活躍でワーラーが壊滅したことにより歴史改変が生じ、1万年後の地球として復活を果たした。
城 洋介（） / スピルバン
クリン星の生き残りの青年。20歳。スピルバンが本名で城洋介は地球人としての偽名。一人称は「俺」｡「結晶」のコードにより戦闘強化服ハイテククリスタルスーツを身に纏って時空戦士スピルバンとなり、ワーラー帝国と戦いながら、故郷のクリン星に帰るために戦い続ける。5歳の誕生日には父のベンから犬をプレゼントされた。
地球ではオーストラリア、カナダを経て日本で活動するようになる。また地球上では職業には就いていないが、表向きはインターポールの捜査官として通している。普段の移動の足には愛車の赤い三菱・パジェロ（初代）を利用している。
幼いころから長期間、生命維持装置で眠っていたせいか、ときどき言動に幼児性が見受けられる。また、戦闘経験が浅いため、劣勢になりやすい。しかし、怒りによって彼の潜在能力が発揮される。
ワーラーとの戦いの中、グランナスカが航行不能になったことでクリン星に帰れなくなり、地球を第二の故郷として生きる決意を固める。その後ワーラーを壊滅させたことで歴史改変が起こり、クリン星は1万年後の地球として復活。ダイアナとヘレンと共に帰郷したスピルバンは父の万年筆（後述）を手にし、両親たちと再会を果たした。

ダイアナ / ダイアナレディ
スピルバンと同じくクリン星の生き残りで、彼の幼馴染み。18歳。ハイテククリスタルスーツを身に纏ってダイアナレディとなり、主にスピルバンのサポートとして戦う。
活動的な性格で、それが災いして危機を招いてしまうこともあるが、自らを顧みず、苦悩するスピルバンを慰める優しい心を持っている。変身前の得意技は、お尻から敵にのしかかるダイアナヒッププレス。地球では白い三菱・ミラージュを愛車としている。

ヘレン / ヘルバイラ → ヘレンレディ
スピルバンの生き別れの実姉。幼いころの家族が一緒に写った写真をペンダントに入れている。幼少時のスピルバンとは石を使った暗号で遊んだり、ボールに猫の絵を描いたりと楽しい日々を送っていた。実の父であるドクターバイオによりヘルバイラに改造されてしまい、意に反してスピルバンと戦いを繰り広げることとなる。ワーラーから脱走後、各地を転々として働きながら、時にはスピルバンを助ける日々を送る。
物語中盤で再びワーラーの手中に落ち、度々スピルバン抹殺のための策略に利用されるが、バイオの手引きによりヘルバイラの呪縛から解放され、晴れてスピルバンと再会を果たす。スピルバンたちと行動を共にするようになってからは宇宙剣士ティーチャーによる特訓を受け、ハイテククリスタルスーツを身に纏ってヘレンレディとなりスピルバンやダイアナレディと共に戦うようになる。またそれと同時に赤いバイクを移動の足として使用するようになった。

ベン博士
スピルバンとヘレンの父。生体工学の宇宙的権威で、クリン星暦1万2,000年にはバイオテクノロジーの研究で表彰され、年月日が刻み込まれた万年筆を与えられた。その頭脳を狙ったワーラー帝国にさらわれ、ドクターバイオへと洗脳・改造されてしまう。物語終盤で元の姿に戻り、スピルバンたちのピンチを救うためにパンドラ生命機械人にウイルス菌を注射するが、パンドラ生命機械人の攻撃を受けて消滅。形見の万年筆だけが残された。その後の歴史改変により復活を果たし、クリン星で妻のアンナとマリンと共にスピルバンたちと再会を果たす。

### 発明ショップの人々
ショップの正式名称は「エジソン発明の店」。オーナーの小山大五郎がスピルバンやダイアナと知り合ったことが元で2人と交流を持つようになるが、そのためにワーラー帝国の起こす事件に巻き込まれてしまう。洋介のことを「城さん」、ダイアナのことを「ダイアナさん」と呼んでいる。大五郎と美和は第19話、トキオ、健一、勝、のり子は第29話までの登場。最終話では回想シーンに全員が登場した。
小山 大五郎（）
子供の心を忘れていない自称発明家。自身で製作した発明品を販売しており売れ行きはそれなりらしいが、それに比例して返品も多い。下着はふんどし派。一人称は「吾輩」。ダイアナに気がある。その名の通り、宇宙刑事シリーズの大山小次郎を思わせる行動が多く、何かにつけてトラブルに巻き込まれるか、自分からトラブルを起こしてしまう。ワーラーによって知能指数0と判定されたこともある。

小山 美和（）
大五郎の妹で助手。19歳。返品ばかりで役に立たない発明しかしない兄の浪費に頭を悩ませながら家計のやりくりをしている。洋介に気がある模様。

トキオ
大五郎を慕い、発明品の製作を手伝う中学生。

健一（）、勝（）、のり子（）
発明ショップへ遊びにやって来る小学生3人組。トキオと行動を共にすることが多い。日常パートだけでなく、時にワーラーの引き起こした事件に絡むこともあり、勝は両親と兄のひろしと姉のゆかりと共にワーラーの罠とも知らずに未来ハウスに引っ越し、家族を堕落させられてしまったほか、健一とのり子はドクターバイオに誘拐され、スピルバンへの人質にされている。また勝以外にも、健一の父親も作中に登場したことがある。

## スピルバンの戦力

### ハイテククリスタルスーツ
城洋介（ダイアナ、ヘレンを含む）からの伝装指令をキャッチしたグランナスカのマザーコンピューターが、結晶システムを作動させてクリンメタルを超微粒子に分解・伝装。伝装されたクリンメタルは指令者の体で結晶し、ハイテククリスタルスーツが完成する。
ハイテククリスタルスーツを結晶した3人はそれぞれ時空戦士スピルバン、ダイアナレディ、ヘレンレディと呼ばれる。ハイテククリスタルスーツの頭部には戦闘マニュアルコンピュータが内蔵されている。またハイテククリスタルスーツの結晶完了までのタイムは10マイクロ秒である。
結晶は誰でも行えるものではなく、グランナスカのコンピュータから課される厳しい戦闘訓練に合格する必要がある。また結晶のポーズはそれぞれ自身の名前の頭文字（S、D、H）を象っている。
ダイアナレディとヘレンレディのスーツの基本デザインは同一である。唯一の違いは、ダイアナレディには右腰にレディスナイパーを収めるホルスターが付いているが、ヘレンレディはスナイパーを持たないため、ホルスターはない。デザイン当初はダイアナレディやヘルバイラの色違いバージョンデザインも検討されていたが、結果的にはダイアナレディと同一で武器のみが異なる形となっている。
スーツのデザインこそ同一であるが、ダイアナレディは射撃・銃撃を駆使した援護保護戦法を得意とし、ヘレンレディは剣戟による接近・格闘戦を駆使したアクティブ戦法、そして分析を得意とするなど、その戦闘スタイルや得意分野には明確な差異がみられる。

### 装備
ツインブレード
スピルバンの必殺武器。伸縮自在の両刃の剣で、普段は片方の柄から刃のみを伸ばした状態で用いられる。必殺技のアークインパルスを放つ際にはもう片方の柄から刃を伸ばし、光子エネルギーを注入することでレーザー剣に変えて振るう。
- 後にDVDソフト化に際しての演出スタッフらの座談会では、新作『スター・ウォーズ』に「この両刃の光剣のアイデアとカッコよさはさりげなく盗まれてしまって悔しい」「たぶんルーカスはスピルバンを見たんだろう」とコメントされている。

レーザースナイパー
スピルバンが持つ小型光線銃。破壊ビーム、融解ビーム、ショックビーム、メディカルビームと様々に使い分けることができ、結晶前にも用いられる。発射される100万度のクリンレーザーは厚さ60センチメートルの鉄壁を瞬時に貫通するほどの威力を持ち、また内蔵された電子スコープを用いることで5キロメートル先からの狙撃でも戦車を破壊できるなど、その精度は狙撃用ライフル以上である。作中ではワーラー戦闘機やナバロン砲をもレーザースナイパーの一撃で撃破せしめている。メカガンマン戦では、改良が加えられた。

サーチアナライザー
スピルバンの眼部に内蔵された高性能の透視・解析スコープ。赤外線・X線などありとあらゆる波長の光をキャッチし、即、記憶・分析することに加え、様々な物質を透視・分析する。しかし、透視対策が施されたアンドロイドヘレンは透視できなかった。

クリスタルノイズ
スピルバンの耳部からアンテナを伸ばし、高周波のノイズ信号を発して相手の電波を攪乱する。グジャの触角から発せられるパルスを乱して変化能力を封じた。

バイパススリップ発生装置
スピルバンのハイテククリスタルスーツに内蔵された空間転移装置。市民や街を戦いから守る際に腹部のスイッチで起動し、物質移動波を放って自分ごと戦場を一時的に移動させるスピルバン・バイパススリップを発動する。このバイパススリップ発動による戦況の優劣の変化は、作中では特に言及されていない。

レディスナイパー
ダイアナレディが持つ小型光線銃。ビームサーチャーで標的を的確に捕捉し、厚さ40cmの鉄板を瞬時に貫通させるクリンレーザーの他、催眠効果を消し去るメディカルビームも発射できる。またレーザースナイパーと同時発射するダブルスナイパーは、通常の3倍の威力がある。

エネルギーチャージシステム
ダイアナレディのハイテククリスタルスーツに装備された、エネルギー補充システム。スピルバンと両手を合わせることで、ダイアナレディのエネルギーをスピルバンのスーツへ転送させる。

ヘレンカッター
ヘレンレディが持つ、2本の刃が付いた二連の鎌。ブーメランとして使用する他、直接斬りつけることもある。

ワーラープランクトン探査装置
海や川の水にワーラープランクトンがいるかどうかを調べる装置。

妨害波発生装置
スピルバンが設計、ヘレンが作成をそれぞれ担当した装置で、子供の夢を食べるユメパックンの夢センサーを妨害し、引き寄せる機能を備える。

### 必殺技
アークインパルス
スピルバンの必殺技。戦闘機械人による事件や過去に起きたワーラーのクリン星襲撃の回想後、「俺の怒りは、爆発寸前！」の決め台詞と共にツインブレードを起動させて展開。エネルギーを注入したブレードの片方を伸ばして敵を貫き、刃を縮めて敵との間合いを詰めて抜き、ブレードを高速回転させて、Xの字を描くように斬る。この技を使用するとエネルギーの大半を消耗し、動くこともままならなくなってしまうという欠点もある。最初期には斬った後にスピルバン主観のカットで技を決めるというリプレイシーンが挿入されていた他、ニュー戦闘機械人出現後は回想がカットされ、ツインブレードを展開後に怯んだニュー戦闘機械人へXの字斬りを決めていた。ホバリアンに搭乗しながら放つホバリアンアークインパルスを使用することもあるがその際は近くまで接近し、すれ違いつつ立って横斬りを決める。最終決戦では「俺の怒りは今、爆発!」の台詞の後、2連続で決めた。
- 技を決めた際の敵を背にして構える決めポーズは、ヒーローの勝利を表現する代表的な演出となり、本作品以降も特撮作品に受け継がれる定番カットとなった。

スピルバンフルパワーパンチ
身体を青いオーラのバリアに包んで放つ、怒りを込めたパンチ。対スピルバン用バリアを打ち破るほどの威力を発揮した。

ダブルスナイパー
スピルバン、ダイアナレディの2人での一斉射撃。

トリプルボンバー
スピルバン、ダイアナレディ、ヘレンレディの3人で敵を囲み、連続でパンチを浴びせる攻撃。

### メカニック
超時空戦闘母艦グランナスカ
クリン星の科学の粋を集めて建造された宇宙戦艦で、生き残ったクリン星の人々が脱出に使った宇宙船に搭載されていた。宇宙船からの脱出の後、自動操縦で12年の月日をかけて地球へ辿り着き、そのまま成長したスピルバンとダイアナの地球での活動拠点となる。
ナスカ・アクセレーションによりワープ8のワープ航法を用い、カナダから日本へ瞬時に到着することもできる。恒星間航行が可能で、冷凍睡眠装置を備える。貯蔵されているクリンエネルギーを失うと航行できなくなるが、結晶システムを司るマザーコンピュータはこれとは独立しており、こちらが無事であれば結晶は可能である。内部にはスピルバンたちの居住区域や各種メカニックの格納庫の他、実体を持ったホログラフ・宇宙剣士ティーチャーを相手に訓練を行う訓練室なども設けられている。戦闘母艦形態での武装はナスカロケッターとナスカミサイル。
さらに巨大ロボット形態のコンバットフォーメーション、2連装エネルギー砲形態カノンフォーメーションへの変形機能を備える。コンバットフォーメーションでは、両手のアームレーザーと目から放つエクセルビームと凍結シャワーとメディカルシャワーで武装し、パンチ攻撃のナックルボンバーと、敵を踏み潰し蹴り飛ばすナスカハイパークラッシュを駆使して闘う。カノンフォーメーションではスピルバンと同じ姿のワイヤーフレーム状のホログラフィを展開し、これを介して上下2門の砲門からビッグバンカノンを放つ。
- 当初は、戦車に変形する予定だったが、諸事情によってキャノン砲に変形するものとなった。そのため、番組での登場も遅れたものとなった。

超時空マシーン・ホバリアン
グランナスカに搭載されているスピルバン専用バイク。地上での走行のみならず、後輪部に畳まれたホバーを展開して飛行することもできる。また、無人飛行も可能。最高速度を出すホバリアンダッシュの際には青いバリアを発生させる。
武装であるホバリアンレーザーのほかに電子頭脳を搭載しており、ワーラーに駆動エネルギーのクリンスターエネルギーを狙われ、鹵獲されて解体されかけた際には、これをきっかけとして搭載された電子頭脳に自我が芽生えている。

超時空大戦車ガイオス
グランナスカに搭載されている戦闘車両。車体右側に内蔵されているのガイオスロケッターとガイオスミサイル、2門のガイオスビームが武器。車体を展開させることで2機に分離する機構を搭載しており、車体右上部はX翼戦闘機のジェットガイオスに、車体下部はドリル戦車のドリルガイオスとして運用される。分離時の武器はどちらもガイオスレーザー。

## ワーラー帝国
守護神ワーラーを頂点とする悪の組織。ワーラーは綺麗な真水の中でしか生きられないため、ワーラーの生存と機械の洗浄、発達したバイオテクノロジーや軍事産業に必要な水を狙い、クリン星を始めとする幾多の惑星から水を奪い尽くして壊滅に追いやってきた。
巨大要塞ワーラー奇城ガメデスを本拠地とする他、地球侵略に際し当初はカナダに前線基地を建設していたが、これがスピルバンたちによって壊滅させられるや、真水が豊富で科学技術や産業が発展している日本を攻撃目標に切り替えており、とある湖の下にガメデスを移動させた。
女王パンドラは常に微笑んでおり、一見するとアットホームな組織に見えるが、実態は互いに信頼関係を持たない冷酷な集団である。
守護神ワーラー
ワーラー帝国の支配者。作戦が失敗した幹部に対して強烈な制裁を加える。本体は液状生命体で、真水の中でしか生きられない生態を持つ。ワーラーが使い果たした水にはワーラープランクトンが蔓延して腐り果ててしまって水源が死滅してしまい、生命が生きるのに適さない状態になってしまう。また、ワーラープランクトンには人間を洗脳する効能があるが、一定期間でその効果は切れる。実はパンドラと同一人物であり、スピルバンとの最終決戦の末に敗北した。

女王パンドラ
巫女として守護神ワーラーの意思を解することのできる唯一の存在で、ワーラー帝国を束ねる実質的な最高権力者である。物言いこそ穏やかだが、悪趣味な作戦を思いついてはそれを楽しんでいる節がある。スピルバンのことを「スピルバン坊や」と呼び、侮っている。戦闘の際には光線を放つ杖を使う。
最終決戦に際してはパンドラ生命体とパンドラ戦闘機械人に分離し、スピルバンたちに連携攻撃を仕掛け、アークインパルスを受けても蘇った。ガメデス内部で彼らを迎え撃った際には、真の姿であるパンドラ生命機械人となって背中の触手による攻撃を行うが、ベンにウイルスを打ち込まれて弱体化したところを、スピルバンのアークインパルス二連発により敗れ去る。パンドラ生命機械人の背中にあるヒトデ型の有機部分こそが、ワーラーの真の姿だった。

デスゼロウ将軍
ワーラー帝国機械軍団を率いる機械人間。戦闘機械人たちを製作・指揮し、自らも分離機能を持つ大戦車スカルドンで戦地に赴いたり、スピルバンと剣を交えたりする武人だが、非常に好戦的で、短絡的な思考の持ち主でもある。手持ち武器の剣に加えて左腕に小型ミサイル砲を搭載するほか、デスゼロウ魚雷（別名・デスゼロウ特攻ミサイル）という自らをミサイルに変形させる攻撃技を持つ。
最初はギローチンに反発していたが、反逆すれば死刑との宣告を受けワーラーとパンドラの命もあり、ギローチンを認めることになる。物語終盤では結婚して家庭を持てば自らが強くなり、それでスピルバンを倒せると思い込んだことから、捕らえたダイアナと結婚しようとしたこともある。この一件でパンドラに完全に愛想を尽かされたことから謀反を企むも、ポスの密告で企てを知ったパンドラの懐柔により、究極回路でパワーアップを施され「デスゼロウ大将軍」を名乗る。無論このパワーアップはパンドラによる策略であり、究極回路を介して操られスピルバンと激闘を繰り広げた末、アークインパルスの前に散り究極回路だけが後に残された。死後、キンクロンからは敬礼を送られるが、パンドラからは悪態をつかれるのみに終わった。

ドクターバイオ
ワーラー帝国バイオ軍団を率いる幹部。侵略した星の人々に人体実験を繰り返し、戦闘生物を作り出す悪魔の科学者。守護神ワーラーと女王パンドラに心酔しており、その忠誠心は極めて厚い。剣と蔦状の鞭が武器。
その正体はスピルバンとヘレンの父・ベン博士が洗脳改造され変わり果てた姿である。かつてのベン博士としての記憶はいくらか残っているものの、息子に対する愛情は全て切り捨てられている一方でヘレンへの愛情は並々ならぬものがあり、彼女のためなら自らの命を捨て去る覚悟でいる。
物語中盤にて背信行為が発覚し、自らバイオロイドとなってスピルバンに戦いを挑むが剣術の腕は拙く、変身して腹部の目から放つ分身と胸部の触手、ゲル状化能力や手からの光弾、巨大な花に変化しての花粉攻撃でスピルバンを追い詰めた。この戦いでワーラーの仕掛けたメガトン爆弾によってヘルバイラ共々爆炎に消えたが、脳と眼球だけの姿となって辛うじて生き延びる。この状態でもバイオロイドに変身したり、目から他者を転送する光線や当たった対象を消滅させる光線を出すことはできる。後に生命維持装置に保管されるも、物語終盤に至ってギローチンがスピルバンたちを追いつめたことから、上機嫌なパンドラの確固たる忠誠心に免じた恩赦によってデータカードを介して復活。彼女を助ける一心でコントロールボックスに無暗に触れて暴走させてしまい、それにより生じたワーラー光線を浴びたことでベンの姿と記憶を取り戻す。
- デザインを担当した雨宮慶太は、自身の好きな面のデザインであると述懐している。

リッキー
ワーラー帝国スパイ軍団を率いる女戦士。諜報活動で活躍する。残忍な性格で目的のためなら子供すら利用する。ギローチンによってシャドー・ガシャーが爆弾にされた際には怒りを見せたが、程なく忠誠を誓っている。後にギローチン皇帝の地位を奪いかねないヨウキが登場した際には、デスゼロウ将軍を唆して作戦を邪魔するが、それが災いして守護神ワーラーの怒りを受け、石化ビームによって四つん這い状態で固められ、ヨウキ専用の椅子リッキーチェアにされてしまった。この椅子はヨウキ亡き後も残されていたが、最終的にワーラー城と運命を共にすることとなる。またデスゼロウがパンドラから愛想を尽かされた際、リッキー同様に石化してデスゼロウデスクという机に変えると脅されたこともあった。

シャドー、ガシャー
リッキーの部下たち。シャドーは金色、ガシャーは銀色の衣装を纏っている。登場間もないギローチン皇帝に目をかけられ、彼の右腕（大幹部）になれると信じて特訓に励んだ後、アークインパルスでエネルギーを消耗したスピルバンに対し不意打ちを仕掛ける。しかし残った力を振り絞ったスピルバンに返り討ちに遭い、直後にギローチンに持たされた爆弾入りの短剣が起爆し2人まとめて死亡。その際2人の正体がバイオ機械人であることを、スピルバンによって看破されている。

ギローチン皇帝
23世紀の未来（2201年）からやって来た守護神ワーラーの子孫。スピルバンがワーラー帝国を壊滅させた後の世界に当たる、未来の東京で落ちぶれた生活を送っていたが、秘められた能力が覚醒し、ワーラーの力で現代にタイムスリップ、帝国の新幹部として君臨した。20世紀へと現れた当初は浮浪者の格好をしていたが、ガメデスに招かれた後ワーラーの手でギローチン皇帝の姿となった。
短剣を武器とし、バイクテクニックも一流である。またワーラー帝国軍の中で唯一、最強の必殺技アークインパルスが通用しなかった敵でもある。飄々としているが蛇のような狡猾さを持ち、相手の心理に付け込んだ戦いを得意とする。長らくこの戦術でスピルバンを苦しめたが、後にスピルバンに完全に打ち破られ、ヨウキに嘲笑われた後は力押しの作戦にシフトし、スピルバンの打倒を目指したがそれも果たせずに終わる。
物語終盤にて、「スピルバンを倒す秘策を練る」と言い残し行方不明になった後、時空のクレバスを経由した先の地獄で得た力で幽鬼となってグランナスカに侵入。幽鬼となったことで一切の攻撃を受け付けず、右腕を毒蛇の頭に変化・分離させてヘレンに噛みつかせ、呪いをかけて幽鬼にしようと目論むが、グランナスカのクリンエネルギータンクから放出された全エネルギーによって消滅した。ヘレンもギローチンの消滅に伴い助かるが、引き換えにグランナスカは全エネルギーを失い航行不能となった。デスゼロウとは対照的にパンドラからの信頼は終始厚く、消滅の報せに接した際には深い嘆きを示している。
- デザインを担当した雨宮慶太は、執筆時に配役の変更があったことを証言している。
- 演じるミッキー・カーチスは、顔を特殊メイクで半分青く塗るなど、楽しんで演じていたと述懐している。

ポス
ギローチンを20世紀に導いた、言葉を話せるハムスター。以後は常にギローチンの傍らにいて、他の幹部たちに皮肉を言う。噛み付きとそれによる毒を注入する攻撃が得意。正体はバイオ生命体。おしゃべりで、なおかつ毒舌。密告魔でもあり、デスゼロウがパンドラへの反逆をドクターバイオに持ちかけていたところをパンドラに密告し、これが彼の粛清に繋がった。最終決戦ではドクターバイオから元の姿に戻ったベンが、スピルバンたちを助けるために研究室でウイルス菌を手にした際、これを見咎め彼に毒を注入するも、反撃にウイルス菌を振りかけられて溶解するという末路を迎えた。

ヨウキ
守護神ワーラーの命令でパンドラが地球上に蓄積された人間の怨念から作り上げた新幹部。物腰は柔らかいが無機質な雰囲気を漂わせており、またその心の内には強い野心を隠し持っている。
金と暇を持て余す各界の著名人を操り、「秘密結社無・無・無」を組織。地球人に対して攻撃できないスピルバンに心理的ダメージを与える。人間に憑依することも可能で、倒されても時間はかかるが蘇生することもできる。やがてワーラー帝国乗っ取りの野心を露わにし、パンドラや幹部たちとの直接対決に及ぶも、パンドラが杖から発した光線により絶命。亡骸は蘇生を防ぐため特殊なカプセルに封印され、ワーラー城の地下深くに落とされた。

少女仮面ヘルバイラ
スピルバンの姉ヘレンが、ワーラー帝国に変身装置を埋め込まれ、変身させられた戦闘兵士。パルス送信リモコンから指令バイオパルスが発せられるとヘレンは自分の意志に関係なく強制的に変身させられてしまう。変身後は変身前の記憶を一時的に失って、冷酷な人格となる。
武器として用いる短剣から光線を放つほか、肉体を原子分解して移動する能力も有しており、レーザースナイパーも通じない。
難点として変身時間の制限があり、タイムリミットが来ると苦痛と共にヘレンに戻る。物語中盤ではワーラーの仕掛けたトラップにより、父＝ドクターバイオと共に爆発に巻き込まれるが一命は取り留める。後にダイアナつぶし作戦を経て、ドクターバイオがギローチン皇帝からヘレンを催眠状態にかけるよう命じられた際、それに従うふりをして変身装置を除去したため、二度とヘルバイラになることはなくなった。
- デザインはバンダイが担当。

戦闘機械人
デスゼロウ将軍が作り出すロボット怪人。物語序盤に登場した個体に限り、名前の最初に共通して「メカ」が付けられている。メカガンマン、ブロッカー人間体、サータン人間体など一部の戦闘機械人を除いて言語は話さず、機械音を発する。非人間タイプ、あるいは非人間タイプに変形する戦闘機械人もいる。ヨウキがスクラップから妖力で作り出したヨウキ戦闘機械人も存在する。戦闘機械人ドーベラーはスピルバンに倒されはしたが劇中で唯一、使命を果たしている。

戦闘生物
ドクターバイオが作り出す人工生物。名前の最後に「ジャ」と付く。登場数は3体と数は少ないが、いずれも強力な能力を備えている。またヘルバイラも戦闘生物であることが、作中ドクターバイオによって言及されている。

バイオ機械人
戦闘機械人と戦闘生物を合わせたような存在。前述の通り、シャドーとガシャーもバイオ機械人である。

ニュー戦闘機械人
ギローチン皇帝が作り出した強化型の戦闘機械人。基本能力として言語を話し、戦闘機械人以上の能力を持つ。ともすればギャグとしか思えない外見の持ち主もいるが、悪辣極まる能力を持っていたりその一翼を担っていたりと、総じて戦闘機械人以上に恐ろしい敵として描写されている。

キンクロン
ロボット戦闘員。全身の黒装束と吊り上った細い目と不気味に笑う口が描かれた金色の仮面が特徴。武器は短剣やバズーカ、ライフル。頭を外して爆弾とすることも可能で、人間に変身する能力を持つ。人語を発する際はコンピュータを操作しての人工音声を用いる。また変身中は人語を普通に話しているが、独特の駆動音までは完全には消せない。
戦闘員という位置付けではあるが戦闘機械人レベルの力を持ち、頭部の形状が異なる強化型や、短剣を二つ持ったゴールデンファイブと呼ばれる5人組、さらに巨大な拘束具に変形する個体も作られている。

### ワーラー帝国のメカニック
スカルドン
デスゼロウ将軍専用の大戦車で、強力な主砲と機関砲、回転ノコギリを持つ。回転ノコギリ付き戦闘機スカルドンジェットと戦車スカルドンカッターに分離できる。
- デザインはバンダイが担当。

スカルジョーズ
ワーラー帝国の戦闘母艦で、ワーラー戦闘機やワーラー戦車を多数搭載する。
- モチーフはサメ。

ワーラー戦闘機
ワーラー帝国の戦闘機で、奇城ガメデスやスカルジョーズに格納されている。

ワーラー戦車
ワーラー帝国の戦車。
- 実写パートでは61式戦車の資料映像を使用。

## キャスト
レギュラー出演者には『宇宙刑事シャリバン』で主役シャリバンを演じた渡洋史を始め、『宇宙刑事シャイダー』の女宇宙刑事アニー役の森永奈緒美、多くの特撮番組で魔女や悪女を演じた曽我町子らといった、メタルヒーローシリーズのみならず東映特撮にも馴染みのある面々が顔を揃えている。また、主題歌および挿入歌を担当する水木一郎が主人公の父親役としてゲスト出演するという趣向も採り入れられている。

### レギュラー・準レギュラー
- 城洋介 / スピルバン[注釈 26]：渡洋史
- ダイアナ / ダイアナレディ：澄川真琴
- ヘレン / ヘルバイラ / ヘレンレディ：森永奈緒美（第1 - 18、21、25 - 27、29 - 44話）
- ベン博士：水木一郎（第1、3、9、43、44話）
- アンナ：レイチェル・ヒューゲット（第1 - 3、44話）
- マリン：マリア・ヘルナンデス（第2、44話）
- 小山大五郎：伊藤克信（第1 - 19話）
- 小山美和：佐藤美鈴（第1 - 19話）
- トキオ：竹林潤一
- 健一：金杉太朗
- 勝：太田速人
- のり子：高橋美樹
- リッキー：西脇美智子（第1 - 36話）
- シャドー：寺戸千恵美（第1 - 25話）
- ガシャー：山科まこ（第1 - 25話）
- ヨウキ：須藤正裕（第36 - 39話）
- ギローチン皇帝：ミッキーカーティス（第24 - 43話）
- 女王パンドラ：曽我町子

### 声の出演
- 守護神ワーラー：渡部猛[注釈 27]
- ドクターバイオ：高橋利道（第1 - 21、30 - 43話）
- デスゼロウ将軍：飯塚昭三（第1 - 42話）
- ポス：太地琴恵（第24 - 44話）[注釈 27]
- ナレーター：大平透

### スーツアクター
- スピルバン[33]：山田一善、金田憲明
- ダイアナレディ（アクション）：蜂須賀昭二[33][34]
- ダイアナレディ（アップ）：渡辺元子[34]
- ダイアナレディ（アップ）：関誉枝恵[34]
- キンクロン：北村隆幸[35]
- その他[36] - 大道寺俊典

### ゲスト
- スピルバンの少年時代：谷口誠（第1 - 3話）
- ヘレンの少女時代：神谷恵美（第1 - 4話）
- ダイアナの少女時代：川田美香（第2、3話）
- クリン船団キャプテン：栗原敏（2話）
- エンゼル牧場の父：望月太郎（5話）
- コウイチ：山上隆（5話）
- 警備員：野中功、竹内浩昭（6話）
- 水族館員（キンクロン人間態）：山田一善（7話）
- ナツコ：山下ゆかり（7、8話）
- 大五郎さんファンクラブ（10話）
  - ルコ：梶原礼子
  - アキ：川島光代
  - ミキ：大津美智子
- 勝の父：川島一平（12話）
- 勝の母：阿知波悟美（12話）
- 勝の兄（ヒロシ）：上田雅紀（12話）
- 勝の姉（ゆかり）：青木ゆかり（12話）
- 村田教授：石山律雄（13話）
- 村田サチ子（13話）、真由美[37]（40話）：林美穂
- 陽子先生：松岡久美（14話）
- カズオの父：岩城力也（15話）
- 若者：剣持誠、坂本修司（16話）
- ユウイチの祖母：小甲登枝恵（16話）
- ユウイチ：皆川鉄也（16話）
- 信夫[38]：岩瀬威司（17話）
- 牧野果林：菊地優子（18話）
- 大野所長：横山あきお（19話）
- 坂田博士：有川博（20話）
- 奈津子：千種かおる（20話）
- クニオ：田村円（22話）
- ミユキ：有吉美穂（22話）
- タツオ：円崎一也（22話）
- 男：大橋忠弘（22話）
- 米田博士：金内喜久夫（23話）
- 健太[39]：石野健司（23話）
- ユリ：柿沼奈々子（23話）
- 改造キンクロンのハイカー：吉田淳、山田光一（24話）
- ポーコス星人エーギル：安藤一人（27話）
- ポーコス星人ロミ：外川由紀（27話）
- 遠藤ユカ：浅川奈月（28話）
- ユカの母：五十嵐五十鈴（28話）
- 水泳の先生：山本恵美子（29話）
- 黒金[40]：きくち英一（31話）
- 花野博士：河合絃司（32話）
- 村井[41]：大伴修（33話）
- 伊藤豊[41]：尾形浩一（33話）
- マユミ：守屋利恵（34話）
- 松本弁護士：伊藤正博（36話、37話、39話）
- 中尾さやか：千原麻里（36話、37話、39話）
- 竜神正：竹内信明（36話）
- 河野教授（36話、37話、39話）：野村信次
- 国松代議士[41]（36、37話）：柳沢紀男
- 八助じいさん：伊沢一郎（37話）
- 月野村村長：依田英助（37話）
- 望月博士：名取幸政（38話）
- 静江：信沢三恵子（38話）
- 夕子：藤田直子（38話）
- 神主：前沢迪雄（40話）
- 監督：江藤漢（41話）
- テツヤの父：田村勝彦（42話）
- テツヤの母：小野陽子（42話）
- テツヤ：小日向範威（42話）

## スタッフ
主だったスタッフは前作から引き続きの参加となるが、シリーズ開始当初より参加してきた上原正三（脚本家）の、最後のメインライター作品となった。上原は脚本業が20周年を迎えたこともあり、自身の集大成的な作品であったことを述べている。
またほとんどの話数の脚本を上原が担当した前作・前々作に対し、本作品では後に東映特撮に度々携わる会川昇や杉村升、それに本作品がデビュー作となった滝沢一穂らを始めとするサブライターも、番組中盤より多数参加している。同じく本作品がデビュー作となったスタッフには、現在も2時間ドラマなどの演出で活躍している伊藤寿浩が挙げられる。この他、前作『巨獣特捜ジャスピオン』からモンスターデザイナーとして参加した雨宮慶太が、本作品では初めてメインデザイナーに起用された。
音響効果は前後の作品とは異なり大泉音映ではなく、過去に『仮面ライダーストロンガー』や『秘密戦隊ゴレンジャー』への参加経験もあるフィズサウンドが担当した。
- 原作：八手三郎
- 連載：テレビマガジン、おともだち、たのしい幼稚園、テレビランド
- 脚本：上原正三、小林義明、会川昇、滝沢一穂、市川靖、杉村升
- アクション監督：金田治（ジャパン・アクション・クラブ）
- 監督：辻理、小笠原猛、小西通雄、小林義明、冨田義治、伊藤寿浩
- 音楽：渡辺宙明
- 撮影：瀬尾脩、小泉貴一、松村文雄
- 照明：吉岡伝吉
- 美術：河村寅次郎、伊藤茂
- キャラクターデザイン：雨宮慶太
- 録音：太田克己
- 選曲：村田好次
- 編集：菅野順吉
- 効果：フィズサウンド
- 計測：小泉貴一、河合俊二、三木修二
- 操演：羽鳥博幸
- 記録：小林みどり、栗原節子、内藤美子
- イラスト：野口竜、薄永俊之
- プロデューサー補：日笠淳
- 助監督：伊藤寿浩、石田秀範、道木広志
- 進行主任：小迫進、野口賢一、近藤博
- 制作担当：沼尾和典
- 制作デスク：服部栄子
- 企画協力：企画者104
- 装置：東映美術センター
- 美粧：サン・メイク
- 衣裳：鷹志衣裳→東京衣裳
- 装飾：大晃商会
- キャラクター制作：レインボー造型企画
- 合成：チャンネル16
- 現像：東映化学
- 車輌協力：MMC三菱自動車、スズキ自動車
- ビデオ合成：東通ecgシステム（山本博司、近藤弘志、前岡良徹、鈴木康夫）
- 協力：NEC日本電気グループ、(株)ココロ
- (株)特撮研究所
  - 操演：鈴木昶
  - 美術：藤田泰男
  - 撮影：高橋政千
  - 照明：加藤純弘
- 特撮監督：矢島信男
- プロデューサー：碓氷夕焼（テレビ朝日）、吉川進、折田至（東映）
- 制作：テレビ朝日、東映、旭通信社

## 主題歌・挿入歌
オープニングテーマ「時空戦士スピルバン」
作詞：山川啓介 / 作曲・編曲：渡辺宙明 / 歌：水木一郎
第1、5 - 8、11、14、16、21、34、37、42、44話では挿入歌として使用された。
エンディングテーマ
「君の仲間だスピルバン」（第1 - 10話）
作詞：山川啓介 / 作曲・編曲：渡辺宙明 / 歌：水木一郎 / コーラス：ヤング・フレッシュ
第2、3、14、30、44話では挿入歌として使用された。
「結晶だ！スピルバン」（第11 - 44話 ※挿入歌から昇格）
作詞：上原正三 / 作曲・編曲：渡辺宙明 / 歌：水木一郎
第4 - 23、25、28、30、31、34 - 36、38 - 43話では挿入歌として使用された。
挿入歌
「無敵の王者」（第3 - 5、8、12、28 - 38、42話）
作詞：上原正三 / 作曲・編曲：渡辺宙明 / 歌：水木一郎
「ダイアナ・アクション」（第9、14 - 16、23、37話）
作詞：冬杜花代子 / 作曲：田中公平 / 編曲：美野春樹 / 歌：澄川真琴
「チェイス！スピルバン」（第9 - 11、13 - 22、24 - 28、30、32、35、39、41 - 43話）
作詞：山川啓介 / 作曲・編曲：渡辺宙明 / 歌：水木一郎
「悲しみのヘレン」（第10、14話）
作詞：園部和範 / 作曲：美野春樹 / 歌：森永奈緒美
「ワーラーのテーマ」（第12、16、22、44話）
作詞：冬杜花代子 / 作曲：美野春樹 / 歌：Dr.JOE
「光の惑星（ほし）・水の惑星（ほし）」（第13、14、16、23、44話）
作詞：山川啓介 / 作曲：渡辺宙明 / 歌：渡洋史
「俺の怒りに手を出すな！」
作詞：園部和範 / 作曲：渡辺宙明 / 歌：水木一郎
第41話ではカラオケ版が使用された。ボーカル版は未使用。
劇中歌
「FREE WAY」(22話)
作詞：藤公之介 / 作曲：小田裕一郎 / 編曲：久石譲 / 歌：BEEHIVE
詳細は 『愛してナイト』の主題歌を参照。
第22話にゲストキャラクターとして登場した悪魔党が歌っている設定で使用。悪魔党はオリジナルソング（「黒ミサロック」）も歌っているが、音盤化はされていない。

## 放送日程
| 放送日         | 放送回 | サブタイトル                           | 登場戦闘機械人 戦闘生物 ニュー戦闘機械人 その他                                                            | 脚本              | 監督     |
| -------------- | ------ | -------------------------------------- | --- | ----------------- | -------- |
| 1986年04月07日 | 1      | ペアでドッキリ！コンビで結晶           | - 戦闘機械人メカショルダー - 戦闘機械人メカバンダー                                                        | 上原正三          | 辻理     |
| 4月14日        | 2      | グッバイ・ママ！二人はハイテクヒーロー | - 戦闘機械人メカバンダー - 戦闘機械人メカジョーカー                                                        | 上原正三          | 辻理     |
| 4月21日        | 3      | ハロー・地球 青い海のアダムとイブ      | - 戦闘機械人メカジョーカー                                                                                 | 上原正三          | 小笠原猛 |
| 4月28日        | 4      | エンゼル？悪魔？少女仮面ヘルバイラ     | - 強化型キンクロン - 戦闘機械人メカピューター                                                              | 上原正三          | 小笠原猛 |
| 5月05日        | 5      | 惑星よりも遠い…姉・そして弟            | - 戦闘機械人メカピューター - 戦闘生物グジャ                                                                | 上原正三          | 辻理     |
| 5月19日        | 6      | 戦闘生物のふしぎ細胞                   | - 戦闘生物グジャ - 戦闘機械人メカノーチラ                                                                  | 上原正三          | 辻理     |
| 5月26日        | 7      | キンクロンも踊りだす人魚島             | - 戦闘機械人メカノーチラ                                                                                   | 上原正三          | 小笠原猛 |
| 6月02日        | 8      | ダイアナの怒り・涙・ほほえみ           | - 戦闘機械人メカマジン                                                                                     | 上原正三          | 小笠原猛 |
| 6月09日        | 9      | ヘレンが……?! おれの怒りは爆発寸前      | - ゴールデンファイブ                                                                                       | 上原正三          | 小西通雄 |
| 6月16日        | 10     | ドッキリゴックン・ビジョジョロボット   | - 戦闘機械人メカロボター - 戦闘機械人メカガンマン                                                          | 上原正三          | 小西通雄 |
| 6月23日        | 11     | へんてこりんなロボットガンマン         | - 戦闘機械人メカガンマン（声：桑原たけし）                                                                 | 上原正三          | 小笠原猛 |
| 6月30日        | 12     | 未来ハウスのかなしい子犬たち           | - 戦闘機械人メカフリーザー                                                                                 | 上原正三          | 小笠原猛 |
| 7月07日        | 13     | パパがんばれ！ちびっ子ママの目玉焼き   | - 戦闘生物ワタジャ - 村田教授の製作した戦闘生物                                                            | 上原正三          | 小西通雄 |
| 7月14日        | 14     | あの星がおれたちのあしたの地図だよ     | - 戦闘機械人ドリルハンダー                                                                                 | 上原正三          | 小西通雄 |
| 7月21日        | 15     | 海だ！太陽ギラギラ ウインクゴックン    | - 戦闘生物ウミジャ                                                                                         | 上原正三          | 小笠原猛 |
| 7月28日        | 16     | ワーラーがひそむブクブク地底湖         | - 戦闘機械人ボスコング                                                                                     | 上原正三          | 小笠原猛 |
| 8月04日        | 17     | 迷宮のゲームゾーン                     | - 戦闘機械人ブロッカー（演：益岡徹） - ゲームゾーンの兵士                                                  | 上原正三          | 小林義明 |
| 8月11日        | 18     | コップの中に光る虹の橋                 | - 戦闘機械人ドーベラー                                                                                     | 上原正三 小林義明 | 小林義明 |
| 8月18日        | 19     | ハッとする危険回路のかくしワザ         | - 戦闘機械人デンジラー - 人造人間サムソン - 大野所長製作のロボットたち （太郎、花子、三郎、テッちゃん 他） | 上原正三          | 小西通雄 |
| 8月25日        | 20     | 愛と哀しみの人造人間                   | - 戦闘機械人シャリンダー                                                                                   | 上原正三          | 小西通雄 |
| 9月01日        | 21     | 女王が歌う悪魔のヘ短調                 | - バイオロイド・バイオ                                                                                     | 上原正三          | 小笠原猛 |
| 9月08日        | 22     | 黒ミサはカゲキなビートで               | - 戦闘機械人サータン（演：石川武）                                                                         | 上原正三          | 小笠原猛 |
| 9月15日        | 23     | 兄と妹が鬼伝説の山を走る               | - 戦闘機械人ゴドラー                                                                                       | 会川昇            | 小西通雄 |
| 9月22日        | 24     | 2201年から来たギローチン皇帝           | - | 上原正三          | 小西通雄 |
| 10月13日       | 25     | 皇帝製のニュー機械人がギリギリに迫る   | - ニュー戦闘機械人パンチャー（声：西尾徳）                                                                 | 上原正三          | 小笠原猛 |
| 10月20日       | 26     | 二人ヘレンが愛の心を引きちぎる         | - ニュー戦闘機械人メドー（声：森永奈緒美） - アンドロイド・ヘレン                                          | 上原正三          | 小笠原猛 |
| 10月27日       | 27     | 美しき逃亡者を急襲する吸血毒牙         | - ニュー戦闘機械人カーミラー                                                                               | 滝沢一穂          | 小西通雄 |
| 11月03日       | 28     | 赤ちゃんこんにちは・23世紀レッスン     | - ニュー戦闘機械人ディスク                                                                                 | 上原正三          | 小西通雄 |
| 11月17日       | 29     | 1+1=5? ダイアナつぶし作戦              | - ニュー戦闘機械人オフサイド                                                                               | 上原正三          | 小笠原猛 |
| 11月24日       | 30     | 涙の再会、そしてドクターバイオは…      | - ニュー戦闘機械人クルマン - バイオロイド・バイオ                                                          | 上原正三          | 小笠原猛 |
| 12月01日       | 31     | 東京が沈む！三人結晶ヘレンレディ       | - ニュー戦闘機械人アントム                                                                                 | 上原正三          | 小西通雄 |
| 12月08日       | 32     | ママをもどして！恐怖の緑パニック       | - ニュー戦闘機械人ツターラ                                                                                 | 市川靖            | 小西通雄 |
| 12月15日       | 33     | 止まらない！爆走する破壊バイク部隊     | - ニュー戦闘機械人バイカー                                                                                 | 上原正三          | 小笠原猛 |
| 12月22日       | 34     | まんぷくりん・夢をパックンしないでね   | - ニュー戦闘機械人ユメパックン（声：増岡弘）                                                               | 上原正三          | 小笠原猛 |
| 1987年01月05日 | 35     | ワーラーのお年玉・美人になるカガミ     | - ニュー戦闘機械人シシドン（声：神山卓三）                                                                 | 上原正三          | 冨田義治 |
| 1月12日        | 36     | ムムム！ワーラー新戦力＝ヨウキ？       | - ニュー戦闘機械人ワルサー                                                                                 | 上原正三          | 冨田義治 |
| 1月19日        | 37     | どろどろん！ヨウキに踊ろう悪魔ダンス   | - | 上原正三          | 小笠原猛 |
| 1月26日        | 38     | 君は倒せるか?! パパママ機械人の逆襲！  | - ニュー戦闘機械人ブレンダー（声：名取幸政、信沢三恵子）                                                   | 杉村升            | 小笠原猛 |
| 2月02日        | 39     | ウラワザ どんでん女王がえし            | - ニュー戦闘機械人バキューマー - ヨウキ戦闘機械人                                                          | 上原正三          | 冨田義治 |
| 2月09日        | 40     | 少女は見た！光線剣VS伝説魔剣の決闘     | - ニュー戦闘機械人クマソン（声：丸山詠二）                                                                 | 杉村升            | 冨田義治 |
| 2月16日        | 41     | 主役は誰だ?! 仕組まれた夢工場          | - ニュー戦闘機械人ムーブマン                                                                               | 杉村升            | 伊藤寿浩 |
| 2月23日        | 42     | 大将軍の突撃！100万ボルトの究極回路    | - デスゼロウ将軍 - ニュー戦闘機械人ブリザー                                                                | 上原正三          | 伊藤寿浩 |
| 3月02日        | 43     | 決戦！ワーラー城突入！                 | - 幽鬼ギローチン - パンドラ戦闘機械人 - パンドラ生命体                                                     | 上原正三          | 小西通雄 |
| 3月09日        | 44     | いま君は知る！クリン星の秘密           | - パンドラ戦闘機械人 - パンドラ生命体 - パンドラ生命機械人                                                 | 上原正三          | 小西通雄 |

## レコード
前年までと同様に主題歌シングル、ヒット曲集、音楽集のほか、歌曲とオリジナルの戦闘機械人マンモスが登場するドラマを収録した「スーパーアクションサウンド 時空戦士スピルバン」が、1986年10月に発売された。いずれも発売元は日本コロムビア。このうち音楽集は、後年同社が展開する「ANIMEX1200」シリーズのラインナップに含まれる形で、CDとして再発売された。

## 放映ネット局
系列は現在のもの。
| 放送対象地域  | 放送局             | 系列                                         | 放送時間           | 備考        |
| ------------- | ------------------ | -------------------------------------------- | ------------------ | ----------- |
| 関東広域圏    | テレビ朝日         | テレビ朝日系列                               | 月曜 19:00 - 19:30 | 制作局      |
| 北海道        | 北海道テレビ       | テレビ朝日系列                               | 月曜 19:00 - 19:30 |             |
| 青森県        | 青森放送           | 日本テレビ系列                               |                    |             |
| 岩手県        | 岩手放送           | TBS系列                                      | 金曜 17:30 - 18:00 |             |
| 宮城県        | 東日本放送         | テレビ朝日系列                               | 月曜 19:00 - 19:30 |             |
| 秋田県        | 秋田放送           | 日本テレビ系列                               | 木曜 17:00 - 17:30 |             |
| 山形県        | 山形放送           | 日本テレビ系列                               |                    |             |
| 福島県        | 福島放送           | テレビ朝日系列                               | 月曜 19:00 - 19:30 |             |
| 新潟県        | 新潟テレビ21       | テレビ朝日系列                               | 月曜 19:00 - 19:30 |             |
| 長野県        | テレビ信州         | 日本テレビ系列                               | 水曜 17:30 - 18:00 |             |
| 山梨県        | テレビ山梨         | TBS系列                                      | 火曜 16:25 - 16:55 |             |
| 静岡県        | 静岡けんみんテレビ | テレビ朝日系列                               | 月曜 19:00 - 19:30 |             |
| 石川県        | 石川テレビ         | フジテレビ系列                               | 水曜 17:04 - 17:32 |             |
| 福井県        | 福井放送           | 日本テレビ系列 テレビ朝日系列                | 月曜 19:00 - 19:30 |             |
| 中京広域圏    | 名古屋テレビ       | テレビ朝日系列                               | 月曜 19:00 - 19:30 |             |
| 近畿広域圏    | 朝日放送           | テレビ朝日系列                               | 月曜 19:00 - 19:30 |             |
| 島根県 鳥取県 | 山陰放送           | TBS系列                                      | 金曜 17:00 - 17:30 |             |
| 広島県        | 広島ホームテレビ   | テレビ朝日系列                               | 月曜 19:00 - 19:30 |             |
| 山口県        | 山口放送           | 日本テレビ系列                               |                    |             |
| 香川県 岡山県 | 瀬戸内海放送       | テレビ朝日系列                               | 月曜 19:00 - 19:30 |             |
| 愛媛県        | テレビ愛媛         | フジテレビ系列                               |                    |             |
| 高知県        | テレビ高知         | TBS系列                                      | 木曜 16:30 - 17:00 |             |
| 徳島県        | 四国放送           | 日本テレビ系列                               | 火曜 17:00 - 17:30 |             |
| 福岡県        | 九州朝日放送       | テレビ朝日系列                               | 月曜 19:00 - 19:30 |             |
| 熊本県        | テレビ熊本         | フジテレビ系列                               | 金曜 19:00 - 19:30 |             |
| 大分県        | テレビ大分         | フジテレビ系列 日本テレビ系列                | 月曜 19:00 - 19:30 |             |
| 宮崎県        | テレビ宮崎         | フジテレビ系列 日本テレビ系列 テレビ朝日系列 |                    |             |
| 鹿児島県      | 鹿児島放送         | テレビ朝日系列                               | 月曜 19:00 - 19:30 |             |
| 沖縄県        | 沖縄テレビ         | フジテレビ系列                               | 水曜 16:30 - 17:00 | [ 注釈 37 ] |

## 映像ソフト化
いずれも発売元は東映ビデオ。
- 総集編のVHSが1987年6月12日に発売された。DVDには未収録。
- テレビシリーズ全話の初ソフト化となるDVDは、2005年2月21日から8月5日にかけて全4巻が発売された。各巻2枚組、11話収録。

## 漫画版
- 『テレビランド』連載…相原和典

## CS放送・ネット配信
CS放送
- 東映チャンネル
  - 2002年5月 - 10月
  - 2009年8月 - 2010年1月（いずれも「GO! GO! ヒーローズ」枠）
  - 2012年2月 - 7月（「メタルヒーロータイム」枠）

ネット配信
- 東映特撮 YouTube Official
  - 2013年5月20日 - 10月20日
  - 2015年2月26日 - 7月30日
  - 2018年10月11日 -2019年3月14日
- 東映特撮ニコニコおふぃしゃる
  - 2016年12月7日 - 2017年10月4日

## 関連作品
『VR_Troopers』
本作品の映像を流用したアメリカ特撮ヒーロー番組。
『ガールズ・イン・トラブル スペース・スクワッド EPSODE ZERO』
宇宙刑事シリーズと、『特捜戦隊デカレンジャー』が共演するVシネクスト作品の1つ。本作品よりヘルバイラが、デザインや声優を新たに変更した上で登場する。

### 参照話数
1. 1 2 3 4 5  第44話
2. 1 2 3 4  第7話
3. 1 2 3 4 5 6  第43話
4. ↑  第5話
5. 1 2  第6話
6. 1 2  第8話
7. ↑  第13話
8. ↑  第15話
9. 1 2 3 4 5  第21話
10. 1 2 3  第30話
11. ↑  第31話
12. 1 2  第34話
13. ↑  第2話
14. ↑  第12話
15. ↑  第28話
16. 1 2 3  第36話
17. ↑  第26話
18. 1 2 3 4  第24話
19. ↑  第11話
20. 1 2 3 4 5  第42話
21. ↑  第14話
22. ↑  第16話
23. ↑  第41話
24. ↑  第25話
25. 1 2  第38話
26. ↑  第35話
27. ↑  第39話
28. ↑  第29話
29. 1 2  第4話
30. ↑  第9話